# H.O.P.L.A.
H.O.P.L.A. var et tv-program, som blev vist på DR tv i perioden 1979-82. Bogstaverne i programmets titel stod for humør, oplysning, populærmusik, livsglæde og aktivitet.
Præmien var som regel en hoplanål, og Otto Leisner var programleder. Programmet var oprindeligt tiltænkt ældre seere, på Leisners egen alder og derover, men det blev i stedet en kæmpesucces for hele familien, i en grad så at DR flyttede programmet fra hverdagseftermiddage til primetime i weekenden.